# Anny Schäfer
Anny Schäfer (* 13. November 1859 in Diez; † 30. Mai 1952 in München) war eine deutsche Schriftstellerin.

## Leben
Als Anna Maria Stumm in der damaligen Provinz Hessen-Nassau geboren, erfuhr sie prägende Einflüsse in Gmund am Tegernsee, wo die Familie von 1872 bis 1881 lebte. Nach dem Tod des Vaters Balthasar Stumm ging sie zurück nach Diez, wobei sich die Abfahrt zu einem ihr ganzes Leben bestimmenden Ereignis entwickelte. Unmittelbar vor der Abreise lernte sie den bayerischen Dichter Karl Stieler kennen, der ihr eine Karriere als Mundartschriftstellerin nahelegte, und während der Bahnfahrt machte sie die Bekanntschaft ihre späteren Ehemanns Carl Schäfer. Nach der Heirat im folgenden Jahr, aus der Ehe ging eine Tochter her, zogen sie nach München. Dort nahm der Ehemann eine Stelle im Bayerischen Staatsarchiv an, wo auch Stieler tätig war. Bekanntheit erlangte sie neben ihrer schriftstellerischen Tätigkeit auch als Pionierin des Radfahrens, und ab 1888 unternahm sie mit ihren Ehemann Touren auf dem Tandem. 1892 erwarb sie als erste Münchnerin ein Damenrad, mit dem sie zur Empörung konservativer Kreise, die das Verhalten als unsittlich empfanden, durch die Stadt fuhr. Von der Polizei bekam sie eine offizielle Velocipedkarte, eine Art Fahrradführerschein, und durfte auf den Münchner Straßen fahren. Sie übte das Radfahren in den Kellergängen, in denen heute das Kim-Kino, der Jazzclub Unterfahrt und die Einstein Kultur untergebracht sind. Nach der Scheidung im Jahr 1905 trat sie längere Reisen an, lebt dann aber wieder bis zu ihrem Tod 1952 in München.

## Schaffen
1890 erschienen erste Gedichte von ihr, und kurz darauf wurde ihr erstes Theaterstück aufgeführt, Bauernliab. Drama aus dem Volksleben, wobei sie wegen Erkrankung der dafür eigentlich vorgesehenen Schauspielerin die Hauptrolle spielte. Auch ihre darauffolgenden Volksstücke In der zwoat'n Instanz, Frau Lisi und vor allem Zimmer-Vestl hatten großen Erfolg und wurden von zahlreichen Bühnen nachgespielt. Nach der Scheidung verfasste sie weiter Theaterstücke, lebte aber auch von der Tätigkeit als Theaterkritikerin für Münchner Zeitungen sowie vom Verfassen von Reisebeschreibungen und ähnlichem.